# Nationaal park Chiribiquete

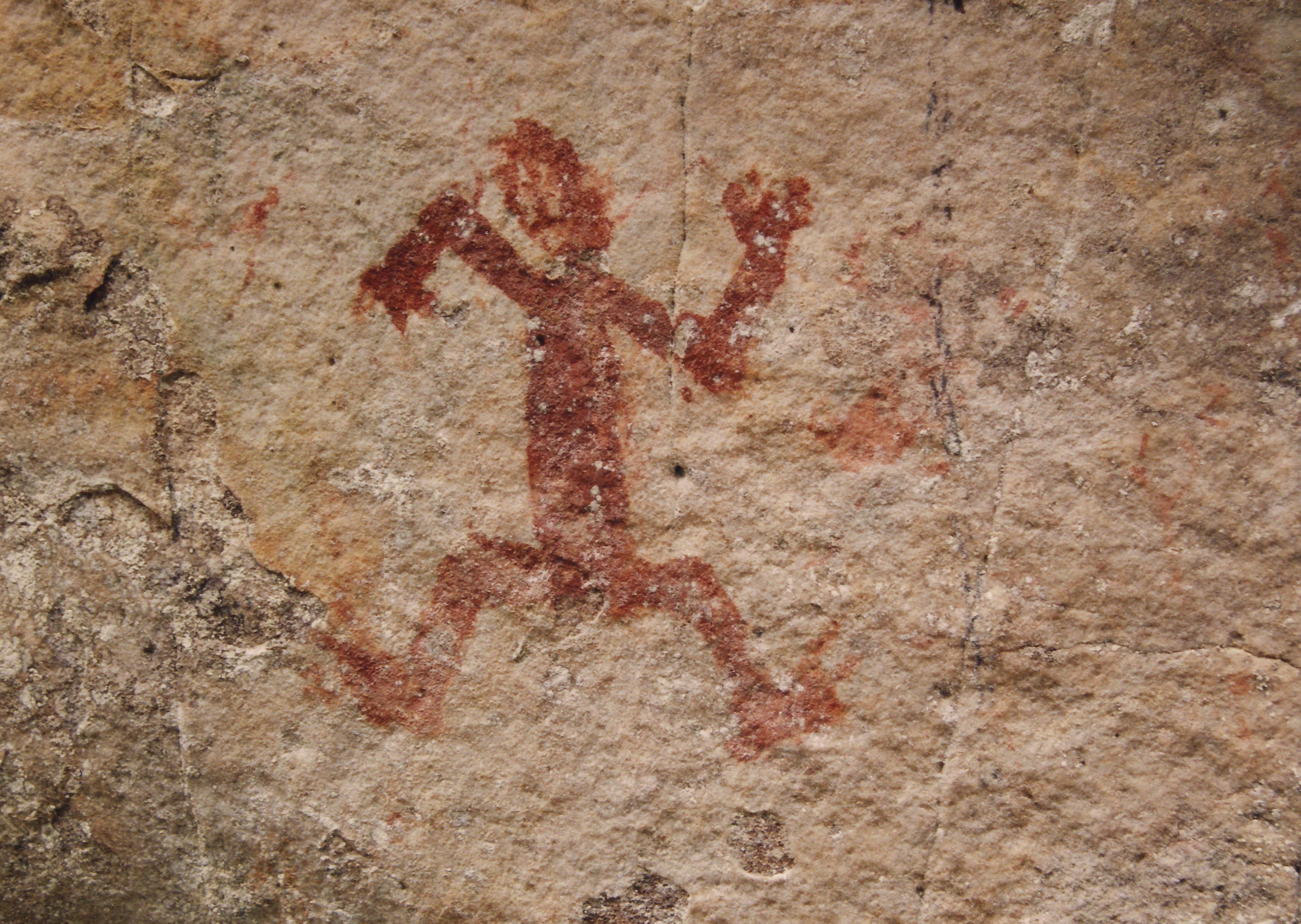
Rotstekening in Chiribiquete

Nationaal park Chiribiquete (Serranía de Chiribiquete) is een nationaal park in het Colombiaanse Amazoneregenwoud. Het gebied is sinds 1989 beschermd en is in 2018 toegevoegd aan de werelderfgoedlijst van UNESCO, tijdens de 42e sessie van de Commissie voor het Werelderfgoed. Het is als natuurgebied en als archeologisch waardevol gebied opgenomen. Tijdens die sessie, op 2 juli 2018, is het nationaal park vergroot tot 4,3 miljoen hectare, waarmee het 's werelds grootste beschermd regenwoudgebied werd.
Chiribiquete heeft een grote biodiversiteit, en er komen vele bedreigde diersoorten in voor, waaronder de laaglandtapir, de reuzenotter, de reuzenmiereneter en de jaguar. Het is het leefgebied van een aantal endemische diersoorten, zoals de Olivares' smaragdkolibrie.
De Serranía de Chiribiquete zijn een groep van geïsoleerde tepuis (tafelbergen) in het park. Aan de voet daarvan zijn in schuilplaatsen in de rotsen meer dan 60.000 rotstekeningen gevonden, waarvan sommige meer dan 20.000 jaar oud zijn. Ze beelden dieren, jachtscènes, gevechten, dansen en ceremonies uit.

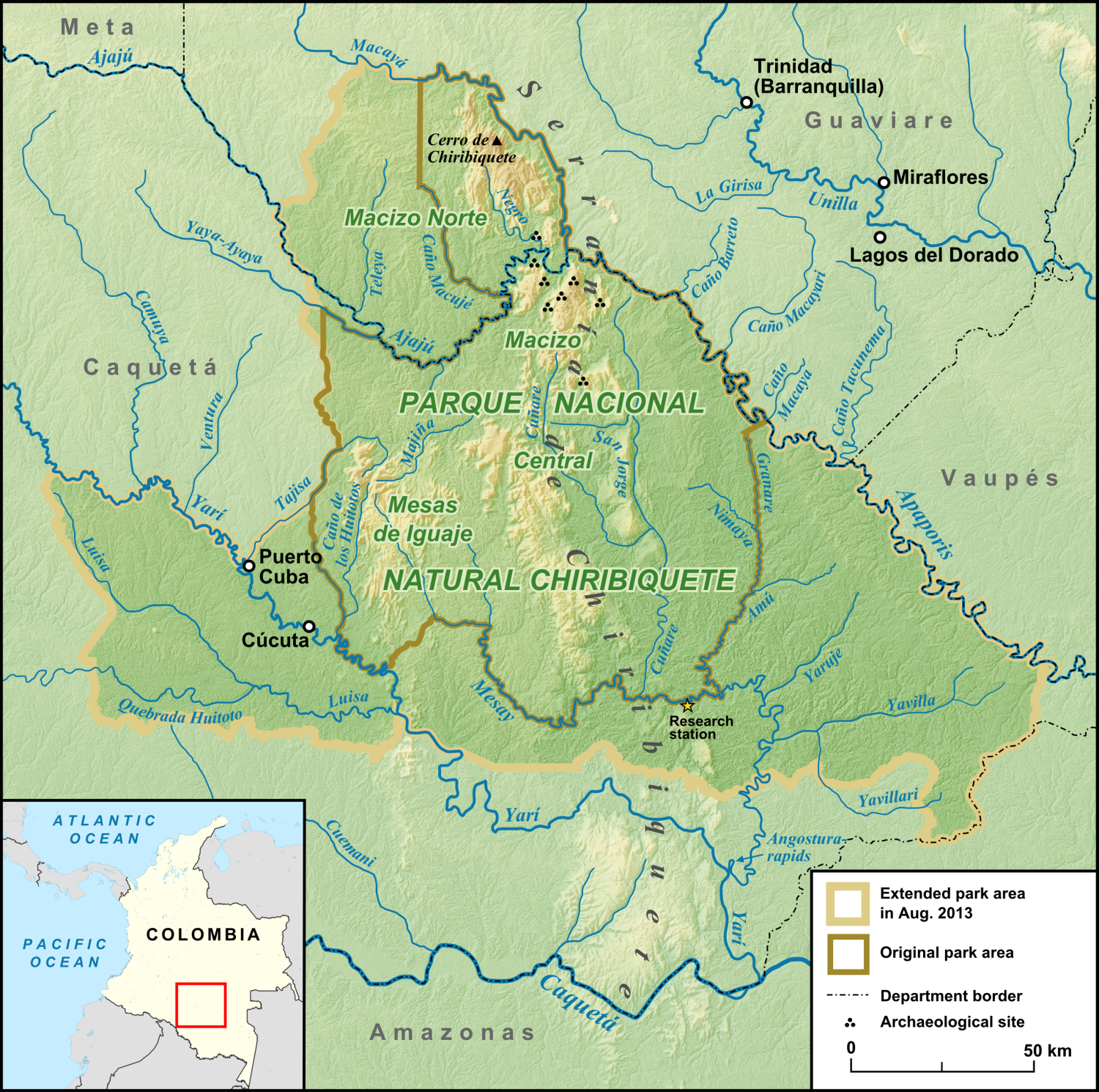
Kaart van het park (stand 2013)